# 小行星59833
小行星59833（59833 Danimatter）是一颗绕太阳运转的小行星，为主小行星带小行星。该小行星于1999年9月3日发现。
該小行星以法國業餘天文學家丹尼爾·馬特（Daniel Matter）命名。

## 轨道参数
小行星59833的轨道半长轴为3.0700331 UA，离心率为0.055。